# Джустіно
Джустіно (італ. Giustino) — муніципалітет в Італії, у регіоні Трентіно-Альто-Адідже,  провінція Тренто.
Джустіно розташоване на відстані близько 500 км на північ від Рима, 29 км на захід від Тренто.
Населення — 731 особа (2014).

## Демографія
Населення за роками:

Станом на 1 січня 2023 року в муніципалітеті офіційно проживали 64 іноземці з 13 країн, серед них 25 громадян країн Євросоюзу та 1 громадянин України.

## Сусідні муніципалітети
- Бледжо-Інферіоре
- Кадерцоне
- Каризоло
- Массімено
- Пінцоло
- Сп'яццо
- Стеніко
- Стрембо
- Вермільйо